# قائمة الحيوانات المنقرضة في هولندا
تشمل هذه القائمة من الحيوانات المنقرضة في هولندا أنواع الحيوانات والسلالات التي عاشت مرة في هولندا ولكن اختفت منذ سكن الإنسان. وهذه القائمة تسرد الثدييات والطيور والأسماك والرخويات، والفراشات، اليعسوب والنحل، مقترنات الأجنحة، وذباب مايو والجنادب والصراصير التي اختفت من هولندا. ولم يحدث أي انقراض معروف للزواحف أو البرمائيات في هولندا.
معظم الحيوانات في هذه القائمة من الحيوانات المنقرضة في هولندا تعيش في أماكن أخرى في العالم. ومع ذلك فإن بعضاً منها انقرض الآن على الصعيد العالمي، مثل الأوك العظيم (Pinguinus impennis)، الحصان البري الأوروبي (Equus ferus) والأرخص (Bos primigenius primigenius). وقد وجد هيكل عظمي للأوك العظيم في مستوطنة رومانية بالقرب فيلسن. وتم العثور على عظام أيضاً بالقرب من روتردام. ولا يوجد في هولندا آثار لعظام الأرخص بعد الفترة الرومانية (400 م) . وقد انقرضت (Maculinea alcon arenaria) وهي نوع فرعي من فراشة ألكون الزرقاء بنهاية سبعينات القرن العشرين.
وقد تم العثور على بقايا متحجرة من الحوت الرمادي (Eschrichtuis robustus) يرجع تاريخها إلى 340 ق.م، مما يدل على أن هذا النوع عاش مرة في بحر الشمال رغم أنه لم يعد موجوداً هناك، كما تم العثور على الفك السفلي لحيوان الوشق (Lynx lynx lynx) في بقايا مستوطنة رومانية بالقرب فالكنبورخ بهولندا. خلال حفريات من مواقع تعود إلى الفترة الرومانية (حوالي 400 م) على دلتا نهر الراين وكانت هناك معثورات من مواقع التكاثر الهامة للبجع الدلماسي (Pelecanus crispus). ووفقاً لحقوق صيد أساقفة أوترخت نعلم أن الدببة البنية (Ursus arctos arctos) كانت لا تزال موجودة في هولندا في وقت متأخر من القرن الحادي عشر. ووفقاً لرخصة صيد درينته كانت الأيائل (Alces alces alces) معروفة أيضاً حتى عام 1025. حوت شمال الأطلسي الصائب (Eubalaena glacialis)، والتي ظهرت مرة من خليج غاسكونيا إلى النرويج قد اختفت من المياه حول هولندا. ويشتبه أن الحيتان تم صيدها في نهاية العصور الوسطى.